# Krasnystaw (gromada 1954–1956)
Krasnystaw (od 1 I 1957 Rońsko Kolonia) – dawna gromada, czyli najmniejsza jednostka podziału terytorialnego Polskiej Rzeczypospolitej Ludowej w latach 1954–1972.
Gromady, z gromadzkimi radami narodowymi (GRN) jako organami władzy najniższego stopnia na wsi, funkcjonowały od reformy reorganizującej administrację wiejską przeprowadzonej jesienią 1954 do momentu ich zniesienia z dniem 1 stycznia 1973, tym samym wypierając organizację gminną w latach 1954–1972.
Gromadę Krasnystaw z siedzibą GRN w mieście Krasnymstawie (nie wchodzącym w jej skład) utworzono – jako jedną z 8759 gromad na obszarze Polski – w powiecie krasnostawskim w woj. lubelskim na mocy uchwały nr 9 WRN w Lublinie z dnia 5 października 1954. W skład jednostki weszły obszary dotychczasowych gromad Rońsko kol., Rońsko wieś, Zażółkiew, Widniówka kol. i Latyczów ze zniesionej gminy Krasnystaw w tymże powiecie. Dla gromady ustalono 20 członków gromadzkiej rady narodowej.
Gromadę zniesiono 1 stycznia 1957 w związku z przeniesieniem siedziby GRN z Krasnegostawu do Rońska Kolonii i zmianą nazwy jednostki na gromada Rońsko Kolonia.
Uwaga: Gromada Krasnystaw (o zupełnie innym kształcie) istniała w powiecie krasnostawskim także w latach 1962–1972.